# Somlói galuska
Il somlói galuska è un dolce al cucchiaio ungherese a base di pan di Spagna, cioccolato, crema alla vaniglia e uvetta.

## Storia
Il somlói galuska venne inventato negli anni 1950 nel Gundel di Budapest; fu concepito dal maître e creato dal pasticcere del ristorante. Tuttavia, dal momento che entrambi avevano precedentemente lavorato presso Casa Gerbeaud, le origini dell'alimento potrebbero essere almeno in parte rivendicate da quest'ultimo luogo.